# Fernando de Castro
D. Fernando Castro, que nasceu na primeira metade do século XVI (c. 1530), foi um fidalgo português, a quem o rei D. Filipe I de Portugal concedeu, em Évora, o título de 1.º Conde de Basto em 24 de fevereiro de 1583.
A carta de título, porém, só foi passada a 12 de setembro de 1585, dela constando que o título fora atribuído "considerando os serviços que, particularmente, D. Diogo de Castro, seu pai, que Deus haja, e ele próprio me fizeram", e especificando que o condado era constituído pela vila de Celorico de Basto, "a qual por uma provisão houve por bem que daqui em diante se chamasse Basto".
Era filho de D. Diogo de Castro, alcaide-mor de Alegrete, com D. Leonor de Ataíde, filha do célebre capitão de Safim, Nuno Fernandes de Ataíde. E irmão de D. Miguel de Castro (1536 - 1625), arcebispo de LIsboa e vice-rei de Portugal de 1615 a 1619. 
Esteve em Alcácer Quibir e residiu em Évora, no solar da sua família, que passou a chamar-se Palácio dos Condes de Basto, depois da data em que lhe foi concedido o título.
Casou com Joana de Noronha de Albuquerque, sem geração,  e depois com Filipa de Mendonça, com geração.
Foi pai de D. Diogo de Castro, 2.º Conde de Basto, presidente da Junta Governativa do Reino, entre 1623 e 1631, durante o período Dinastia Filipina. Esta junta governava o Reino de Portugal, em nome e por nomeação do rei de Espanha.